# 제1대 후드 자작 새뮤얼 후드
제1대 후드 자작 새뮤얼 후드(Samuel Hood, 1st Viscount Hood, 1724년 12월 12일 ~ 1816년 1월 27일)는 영국 해군의 장교이다. 하급 장교였을 때 오스트리아 왕위계승전쟁에 참여했다. 1757년 7년 전쟁 때에는 오디에르네 만에서 프랑스 해군을 추격해 사략선 2척을 포획하기도 했다. 그는 북아메리카 및 서인도 제도 함대의 고위사령부에 소속되었고, 곧 리워드 섬 함대의 사령부에 소속되어 1782년 4월 미국 독립 전쟁 당시 모나 패시지 해전에서 승리를 거두었다. 이후 포츠머스 함대의 사령관이 되었고, 제1해군경에 취임한 다음 프랑스 혁명 전쟁 당시 지중해 함대의 총사령관이 되었다.

## 어린 시절

### 유년기
소메르세트의 버틀라이 영국 국교회 주교였던 새뮤얼 후드와 메리 호스킨스의 아들로 태어났다. 1740년 토마스 스미스 대위가 플리머스 항구로 돌아가던 중 배가 난파되어 버틀라이에 머무르게 되었다. 새뮤얼 후드 주교는 그를 구해주고 그 날 밤 그에게 환대를 해주었다. 새뮤얼과 그의 형 알렉산더는 스미스 대위의 바다에 관한 이야기를 듣고 고무되어, 자신들이 해군에 지원할 수 있도록 도움을 요청했다. 형제의 부모는 아들들이 해군에 입대하길 원하지 않았는데, 아들들이 익사하기를 원하지 않았기 때문이다.

### 초기 경력
새뮤얼은 1741년 영국 해군에 입대했다. 그는 장교 후보생으로써 제1대 로드니 남작 조지 브리지스 로드니와 함께 HMS 러들로에 탑승했으며 1746년 대위로 진급했다. 오스트리아 왕위계승전쟁 당시에 그는 북해에서 복무할 기회를 얻었다. 1754년, 그는 슬루프형 포함인 HMS 자메이카 (1744)의 지휘를 맡아 북아메리카 함대에서 복무했다. 1756년 7월, 북아메리카 함대에서 복무 중이던 그는 HMS 라이블리의 지휘를 맡게 되었다.

### 7년 전쟁
1756년 7년 전쟁이 발발했을 때, 해군은 급속하게 확장 중이었고, 이는 후드에게 큰 기회가 되었다. 그 해 말 후드는 대령 함장으로 진급했고, 그래프튼의 지휘를 맡게 되었다. 1757년, 일시적으로 안텔로페의 지휘를 맡게 된 그는 프랑스 함선들을 오디에르네 만까지 밀어붙여 2척의 사략선을 포획하는데 성공했다. 그의 용기는 해군 본부의 호의적인 주목을 받게 되었고, 그는 바이드포드의 지휘를 맡게 되었다. 1759년, 그가 베스탈의 함장이 되었을 때, 그는 프랑스 순양함 벨로네를 맹렬한 공격 끝에 항복시켰다. 전쟁 기간 동안, 그의 복무 지역은 영국 해협 전체에 걸쳐 있었다. 1759년 그는 로드니 남작과 함께 르아브르 기습에 참전해 영국 침공을 계획하던 프랑스군의 주요 수송선을 격침시켰다.
그는 1767년 7월 북아메리카 및 서인도 제도 함대에 임명되었다. 1770년 10월 영국으로 돌아온 그는 1771년 햄프셔 캐서링튼 마을의 캐서링튼 하우스의 건축을 담당했다. 1778년, 일반적인 과정으로는 그의 복무 경력이 중단되었기 때문에, 그는 포츠머스 항구의 국장 및 왕립 해군사관학교의 교장이 되었다.

## 미국 독립 전쟁
1778년 조지 3세의 포츠머스 방문 당시 후드는 남작이 되었다. 미국 독립 전쟁은 영국 해군 및 대중에게 인기가 없었다. 제1해군경이었던 샌드위치 남작 휘하에서 복무하기를 꺼렸다. 당시 서인도 제도 함대를 지휘 중이었던 로드니 제독은 그의 부하들로부터 적절한 지원에 대한 부족을 불평했고, 그 자신도 불평으로 인해 고발당했다. 신뢰할 수 있는 함장들을 확보하기 위한 목적으로 해군 본부는 1780년 9월 26일 후드를 해군 소장으로 진급시켰고, 그를 서인도 제도에 파견해 그와 개인적으로 친분이 있던 로드니 남작 휘하에서 복무시키게 했다. 1781년 1월 후드와 로드니는 기함 바플루에서 합류했고, 미국 독립 전쟁이 끝날 때까지 서인도 제도와 북아메리카 해안에서 복무했다.
그가 로드니 남작과 조화롭게 일할 것이라는 기대는 완전히 입증되지 않았다. 그들의 서신에서는 친근한 용어가 쓰여지지 않았지만, 후드는 항상 그의 임무를 수행했고 매우 유능하여 사령부에서 그를 퇴출하려는 시도도 없었다. 1781년 전역 당시 영국군이 저지른 실수는 로드니가 후드의 충고를 무시했기 때문에 발생한 것이었다.

### 체사피크 만 해전
로드니가 건강 문제로 1781년 가을 영국으로 철수하기로 결정했을 때, 그는 허리케인이 발생하는 기간 동안 북아메리카 해안의 함대를 지휘하게 되었다. 후드는 토마스 그레이브스 제독과 만났지만 체사피크 만 해전에서 프랑수아 조세프 파울 드 그라세가 이끄는 프랑스 해군과 격전을 벌였으나 패배했고, 이로 인해 요크타운 전투에서 고립된 영국군을 구해낼 수 없었다.
그가 서인도 제도로 돌아왔을 때, 그는 영국으로 간 로드니 남작 때문에 잠시 리워드 섬 함대의 사령관으로써 독립된 지휘권을 부여받았다. 드 그라세는 세인트키츠 섬과 네비스 섬에 주둔한 영국군을 공격했다. 1782년 1월 후드는 이 섬이 점령되는 것을 막지 못했지만, 연속적인 용기 있는 행동 덕분에 프랑스 함대는 세인트키츠의 바스테르 정박지에서 빠져나왔고, 영국 해군은 이들을 크게 격파했다.

### 생 섬 전투
1782년 4월 12일, 후드는 로드니가 지휘하는 영국 함대에 참여해 자메이카 침공을 계획 중이던 프랑스-스페인 연합함대를 공격했다. 체사피크 만에서 승리를 거둔 프랑스 지휘관 드 그라세가 포로로 잡혀 영국으로 이송되었다.

### 모나 패시지 전투
1782년 4월 19일 후드는 그의 함대를 이끌고 모나 패시지까지 적군을 추격하라는 명령을 받았다. 모나 패시지에서 영국군은 프랑스군을 완전히 격멸시켰다. 카리브해에서 복무하는 동안 후드는 허레이쇼 넬슨을 알게 되었고, 이후 그는 넬슨의 멘토가 되었다. 후드는 넬슨의 삼촌인 모리스 서클링과도 친분이 있었다. 1782년 후드는 넬슨을 뉴욕에서 해군 장교로 복무 중이던 클래런스 공작을 소개시켜 주었다.

### 평화 조약
후드는 1782년 9월 캐서링턴의 후드 남작이라는 아일랜드 귀족 호칭을 받았다. 평화 기간 동안 그는 1784년 웨스트민스터 구 선거에서 당선되어 영국 의회에 입성했다. 당시 그는 윌리엄 피트 정부의 지지자였다. 그는 1786년 포츠머스 함대의 사령관이었고, 1787년 9월 24일 해군 중장으로 진급했지만, 1789년 포츠머스 사령부에서 은퇴했다. 그는 1788년 총리의 형제였던 제2대 채텀 공작 존 피트 휘하에서 해군 본부 위원회의 위원장이 되었고, 1789년 8월 제1해군경이 되었다. 그는 1792년 6월 포츠머스 함대 사령관에 다시 임명되었다.

## 프랑스 혁명

### 툴롱 방어전
프랑스 혁명 전쟁의 발발 직후, 후드는 1793년 2월 지중해 함대의 사령관이 되었다. 1793년 8월 프랑스 왕당파와 다른 반혁명파 세력은 툴롱을 장악하고 후드를 초대했으며, 후드의 함대는 도시를 봉쇄 중이었다. 후드는 런던의 해군 본부의 지시 없이 항구를 장악하기 위해 툴롱으로 이동했다. 영국군이 툴롱으로 이동한 데에는 크게 두 가지 이유가 있다. 툴롱이 파리의 프랑스 공화정부에 대항하는 거점이 되기를 희망한 것이 그 첫째고 58척의 프랑스 지중해 함대를 보유하는 것이 두번째 이유였다. 후드는 스페인과 사르데냐 왕국의 협조 하에 툴롱을 장악했다. 하지만 그 해 12월, 유기적으로 협조하지 못한 연합군은 프랑스 공화파에 의해 도시를 잃고 축출되었다. 후드는 혁명주의자들의 손에 함대가 넘어가는 것을 방지하기 위해 프랑스 함선들을 태울 것을 지시했다.

### 코르시카
후드는 이후 코르시카 점령에 참여했다. 1세기 이전에 코르시카 섬은 프랑스에 의해 정복되었지만, 25년 전 코르시카 공화국의 지도자였던 파스콸레 파올리는 영국 왕의 이름으로 영국군의 섬 점령을 허용했다. 코르시카는 매우 짧은 기간 동안 조지 3세의 연방 체제에 편입되었다. 코르시카의 점령이 효과를 발휘하는 동안, 툴롱에 주둔한 해군은 그들이 함대를 파견할 수 있음을 알게 되었다.
그 해 10월 그는 해군 본부 또는 국방부와의 오해로 인한 결과로 영국으로 소환되었지만, 그 이유는 밝혀지지 않았다. 후드는 지중해 함대에서 소환되었고, 1794년 4월 12일 그는 제독으로 진급하였다.

## 이후 경력
새뮤얼 후드는 1796년 연간 £2000을 지불하는 조건으로 휘틀리의 후드 자작이라는 칭호를 받았다. 같은 해 그는 그리니치 병원의 행정관으로 임명되었고, 1816년 사망할 때까지 그 직위를 유지했다. 그는 웨스터민스터에서 1784년부터 1788년까지, 그리고 1790년부터 1796년까지 토리당 당원으로 활동했다. 그는 1816년 1월 27일 그리니치에서 사망했고 그리니치 병원 묘지에 묻혔다.

## 같이 보기
- HMS 후드